# ناکای، کاناگاوا
ناکای، کاناگاوا (به لاتین: Nakai, Kanagawa) یک منطقهٔ مسکونی در ژاپن است که در Ashigarakami District واقع شده‌است. ناکای ۲۰٫۰۲ کیلومتر مربع مساحت و ۹٬۸۷۱ نفر جمعیت دارد.